# Alexander II av Kakheti
Alexander II av Kakheti, död 1605, var en georgisk monark. Han var kung i kungariket Kakheti mellan 1574 och 1605.